# Ceratitis pennitibialis
Ceratitis pennitibialis är en tvåvingeart som beskrevs av Meyer och Amnon Freidberg 2006. Ceratitis pennitibialis ingår i släktet Ceratitis och familjen borrflugor.
Artens utbredningsområde är Kenya. Inga underarter finns listade i Catalogue of Life.